# Dipterocarpus tuberculatus
Dipterocarpus tuberculatus är en tvåhjärtbladig växtart som beskrevs av William Roxburgh. Dipterocarpus tuberculatus ingår i släktet Dipterocarpus och familjen Dipterocarpaceae. Inga underarter finns listade i Catalogue of Life.

## Bildgalleri

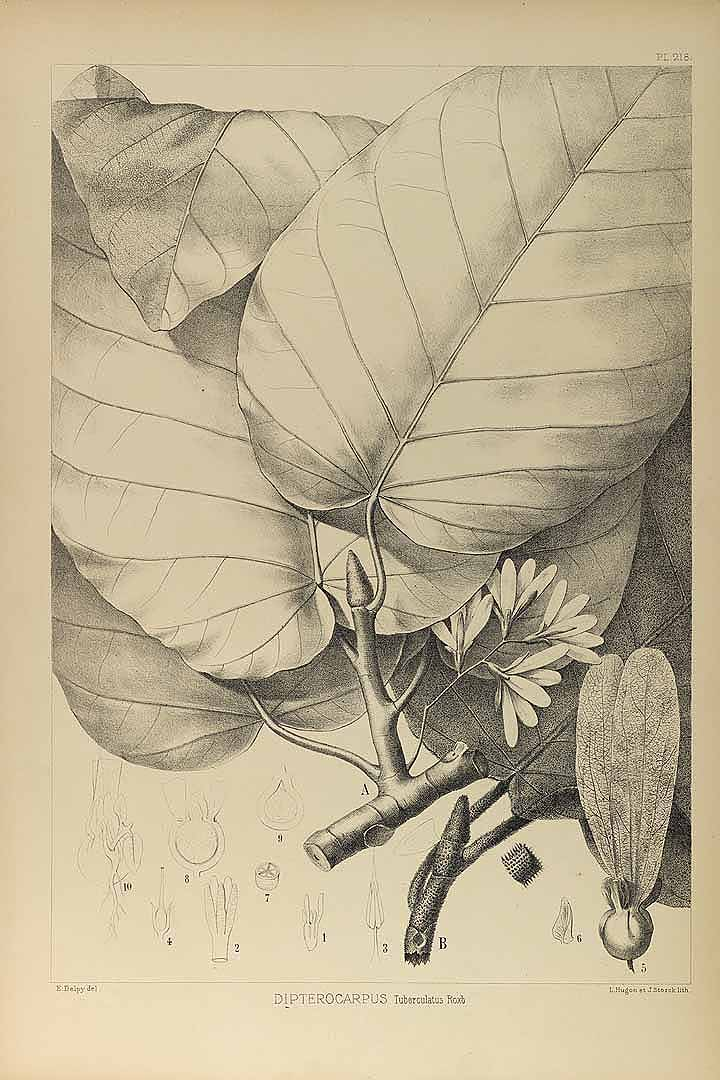
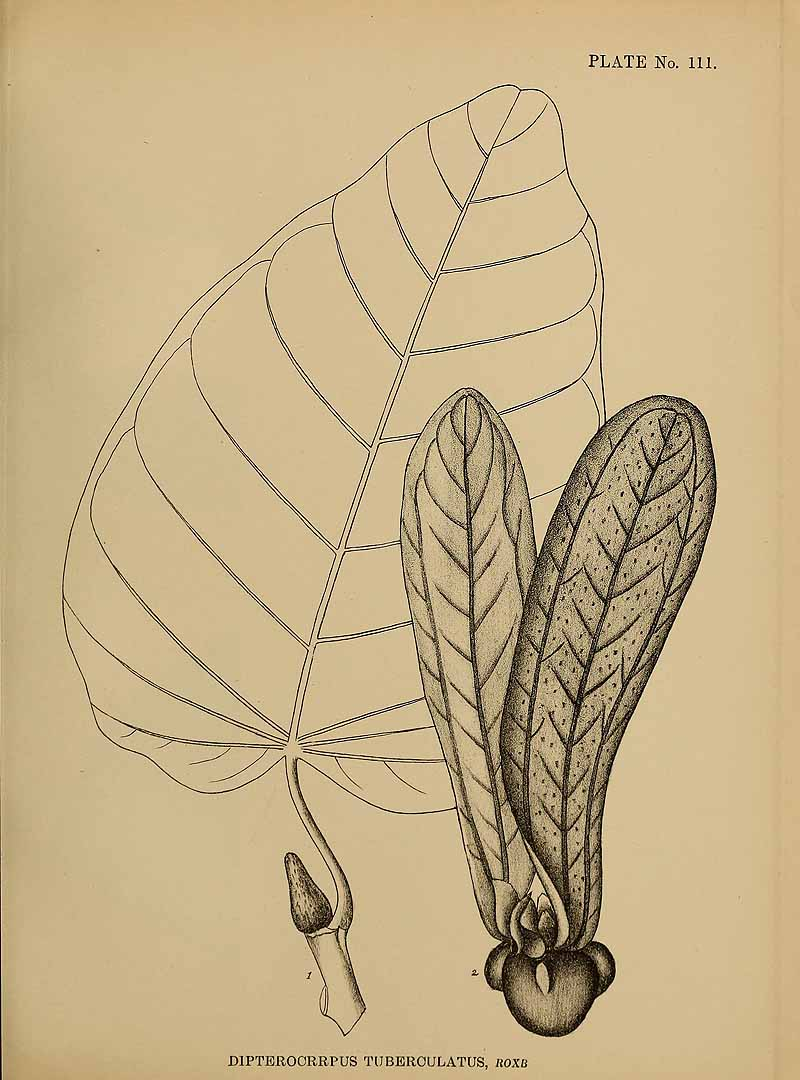